# Château Ausone
Château Ausone es un vino de Burdeos de la AOC Saint Emilion (Denominación de origen controlada), uno de los dos, junto a Château Cheval Blanc, calificado como Premier Grand Cru Classé (A) en la clasificación del vino de Saint Emilion. La bodega se encuentra en la orilla derecha de la región vinícola de Burdeos en el departamento de la Gironda, cerca de la ciudad de Saint Emilion.
La bodega también produce un segundo vino, llamado Chapelle d'Ausone.

## Historia
Ausone toma su nombre de Décimo Magno Ausonio (310-395), un estadista y poeta de Burdeos que era propietario de alrededor de 404690 m² de viñedo, y se cree por parte de algunos que el Château Ausone se encuentra sobre los cimientos de su villa.
La finca moderna puede datarse del siglo XVIII, cuando era propiedad de Jean Cantenat. Más tarde, siendo propiedad de la familia Lafargue, el viñedo fue heredado por Edouard Dubois quien guio al château a través de las dificultades de finales del siglo XIX, y en 1916 agregó el vecino Château Belair a su finca. Los chateaux se dirigían separadamente, aunque ambos envejecen su vino en una cava de Ausone. Después de que muriera Dubois en 1921, su viuda e hijos se hicieron cargo de la tarea. 
Colocado en el borde occidental de la ciudad del siglo XI Saint Emilion, con elevados viñedos que dan al sur en terrazas inclinadas en una situación ideal, Ausone fue una de las pocas bodegas que escaparon de la terrible helada de 1956, a diferencia de otros vecinos como Cheval Blanc que perdió las cosechas de varios años y en algunos casos sufrió la destrucción de las vides.
Durante varios años Ausone fue copropiedad de las familias Dubois-Challon y Vauthier, pero después de un periodo de divergencias, se acabó el enfrentamiento cuando los Vauthier compraron las participaciones de Dubois-Challon en 1995.
A pesar de ser uno de los grandes nombres de Burdeos, Ausone entró en declive hasta que Pascal Delbeck fue nombrado vinicultor en 1995, con Delbeck permaneciendo como viticultor.

## Producción
El éxito del vino producido en Ausone se atribuye a una combinación de exposición al sol y suelo, una mezcla de arena y arcilla sobre arenisca única en el distrito. El viñedo tiene 7,3 hectáreas de la variedad 50% cabernet franc y 50% merlot, plantada con una densidad de 6.000 plantas por hectárea. Debido al pequeño tamaño de los viñedos, la recolección debe hacerse en el momento óptimo, normalmente en dos tardes.
La producción media es de alrededor de 2.000 cajas, un sexto de Cheval Blanc. Las bodegas se encuentran en cavas en los acantilados de arenisca por debajo de la ciudad de Saint Emilion.